# Cynthia Lummis
Cynthia Marie Lummis, coniugata Wiederspahn (Cheyenne, 10 settembre 1954), è una politica e avvocato statunitense, senatrice per lo stato del Wyoming dal 2021 ed in precedenza membro della Camera dei Rappresentanti per lo stesso stato dal 2009 al 2017. In precedenza, Lummis ha servito come Tesoriera del Wyoming dal 1999 al 2007, come senatrice statale dal 1993 al 1995, e infine come rappresentante statale per due mandati, dal 1979 al 1983 e dal 1985 al 1993. Lummis è membro del Partito Repubblicano.

## Biografia
Dopo aver ottenuto due bachelor in scienze animali e in biologia, nel 1979 la Lummis si candidò alla Camera dei Rappresentanti del Wyoming e fu eletta. Durante l'arco di tempo trascorso alla Camera, la Lummis conseguì la laurea in legge.
Dopo aver servito anche al Senato di stato per un mandato biennale dal 1993 al 1995, lavorò per l'ufficio del governatore, finché nel 1998 non fu eletta tesoriere di stato. Dopo essere stata rieletta altre due volte, giunse al limite di mandati previsti dalle leggi statali e così non poté ricandidarsi.
Nel 2008 decise di candidarsi alla Camera dei Rappresentanti nazionale dopo l'annuncio del ritiro della deputata Barbara Cubin. La Lummis affrontò il candidato democratico Gary Trauner, che nelle elezioni precedenti aveva quasi sconfitto l'onorevole Cubin. Questa volta però Trauner raccolse meno voti e perse, concedendo il seggio alla Lummis.
Lei e il senatore Chris Van Hollen tentarono di avere un edificio federale a Cheyenne intitolato a Louisa Swain, la prima donna a votare negli Stati Uniti.
Cynthia Lummis è una conservatrice, soprattutto in materia di aborto e in campo fiscale.
La Lummis è sposata dal 1983 con l'avvocato Al Wiederspahn, un politico democratico che conobbe durante il periodo alla Camera dei Rappresentanti del Wyoming. I due hanno una figlia, Annaliese, e vivono in un ranch vicino a Cheyenne.